# Máza
Máza (francouzsky Meuse, nizozemsky Maas, valonsky Moûze) je západoevropská řeka, která pramení ve Francii (region Grand Est), protéká Belgií (provincie Namur, Lutych, Limburk) a vlévá se v Nizozemsku (Limburg, Severní Brabantsko, Gelderland) do Severního moře, resp. do systému ramen v ústí Rýna. Její délka činí 950 km a povodí má rozlohu přibližně 36 000 km², z čehož připadá 14 000 km² na Belgii, 9000 km² na Francii, 8000 km² na Nizozemsko, 4000 km² na Německo a 500 km² na Lucembursko.

## Průběh toku
Pramení na Langreské plošině (Plateau de Langres) ve francouzské obci Le Châtelet-sur-Meuse (region Champagne-Ardenne, departement Haute-Marne) v nadmořské výšce 409 m. Pokračuje přibližně severním směrem přes Lotrinsko, kde protéká departementy Vosges a Meuse, který byl pojmenován právě po ní. V obci Bazoilles-sur-Meuse se řeka ztrácí v podzemí a vyvěrá opět v Neufchâteau. Dále protéká pohořím Ardeny (departement Ardensko v regionu Champagne-Ardennes) mj. městem Sedan) a u města Givet vtéká do Belgie.
V Belgii protéká valonskými provinciemi Namur a Lutych. Po soutoku s řekou Sambre v Namuru se stáčí k východu a od Lutychu pokračuje opět směrem k severu. Poté tvoří hranici mezi vlámskou provincií Limburk a stejnojmennou provincií v Nizozemsku, pouze v Maastrichtu se nizozemsko-belgická hranice nachází západně od řeky.
V Nizozemsku pokračuje směrem na sever přes město Venlo podél hranice s Německem a poté se stáčí na západ. Spolu s Rýnem tvoří rozsáhlou deltu. Někdy proto bývá označována za přítok Rýna, jelikož se spojuje s levým ramenem jeho delty. Vlévá se do Severního moře. Na dolním toku je úroveň hladiny řeky nad úrovní okolní krajiny a kolem řeky byly vybudovány ochranné hráze.

### Přítoky

Mapa Mázy a jejího povodí

- zprava – Vair (soutok u Domrémy-la-Pucelle), Chiers (Remilly-Aillicourt), Semois (Monthermé), Lesse (vesnice Anseremme, obec Dinant), Bocq (Yvoir), Ourthe (Lutych), Rur (Roermond)
- zleva – Viroin (Vireux), Molignée (Anhée), Sambre (Namur), Jeker (Maastricht)

### Povodí
Povodí řeky Másy zasahuje na území pěti států a žije v něm 9 milionů obyvatel. Rozkládá se na ploše přibližně 36 000 km², z čehož náleží 9000 km² Francii, 500 km² Lucembursku, 14 000 km² Belgii (12 000 km² Valonsko a 2000 km² Vlámsko), 4000 km² Německu a 8000 km² v Nizozemsku.

## Vodní režim
Zdroj vody je převážně dešťový, ale také sněhový. Nejvyšších vodních stavů dosahuje v zimě a na jaře, kdy úroveň hladiny roste o 5 až 8 m. Průměrný průtok vody na dolním toku činí 300 až 400 m³/s a maximální 3000 m³/s

## Využití
Vodní doprava je možná až k hornímu toku. Nad Sedanem je koryto regulováno zdymadly. S okolními říčními systémy je propojena mnoha kanály (Marna-Rýn, Albertův kanál, Sambre-Oise, Ardenský kanál).

## Departementy, provincie a města

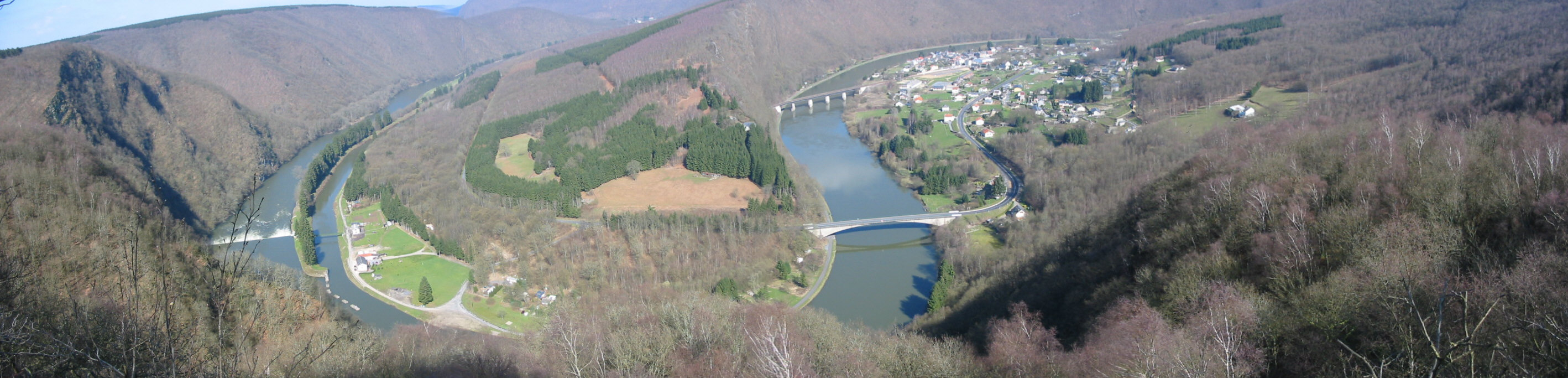
Máza ve francouzských Ardenách

Přehled departementů (Francie), provincií (Belgie, Nizozemsko) a některých měst a obcí na toku řeky Mázy:
- Haute-Marne (F)
- Vosges (F): Bazoilles-sur-Meuse, Neufchâteau
- Meuse (F): Commercy, Saint-Mihiel, Verdun, Stenay
- Ardensko (F): Sedan, Charleville-Mézières, Nouzonville, Revin, Fumay, Givet
- Namur (B): Hastière, Dinant, Yvoir, Profondeville, Namur, Andenne
- Lutych (B): Huy, Seraing, Lutych, Visé
- Limburk (NL): Maastricht, Roermond, Venlo
- Limburk (B): Maaseik
- Severní Brabantsko (NL): Boxmeer, Heusden
- Gelderland (NL): Maasdriel, Wijchen